# 酒井忠紀
酒井 忠紀（さかい ただのり、1945年（昭和20年）12月1日 - 2016年（平成28年）5月29日）は、日本の旧伯爵家、旧姫路藩主酒井家23代当主、雅楽頭系酒井家28代当主。

## 略歴
- 1945年（昭和20年）12月1日 - 旧姫路藩主酒井家22代当主・酒井忠元の長男として生まれる。
- 学習院初等科、学習院中・高等科を経て1968年（昭和43年）学習院大学経済学部経済学科卒業後は松坂屋に勤務。
- 寛仁親王は学習院初等科時代の同級生。
- 1990年（平成2年）8月17日 - 父忠元が死去。家督を相続し旧姫路藩主酒井家23代当主となる。
- 2008年（平成20年）4月15日 - 40数年ぶりに兵庫県姫路市を訪れ、姫路文学館で酒井宗雅（酒井忠以）の作品を観覧する[1]。
- 音楽活動　学習院ブルーレンジャーズに、同期の友人鷹司尚武 （旧五摂家鷹司家当主、伊勢神宮大宮司を経て神社本庁統理）と共に所属。
- 2016年(平成28年) 5月29日 - 自宅庭の植木の手入れ中に虚血性心不全で死去。

## 親族
- 父：酒井忠元 - 雅楽頭系酒井家宗家27代当主
- 母：酒井美意子 - 前田利為 長女、評論家、忠元 夫人
- 妻：酒井峰子 - 倉石濱治 三女、忠紀 夫人
- 長男：酒井忠輝 - 旧姫路藩主酒井家24代目、エクインターナル（株）社長
- 長女：酒井マヤ - 吉田直守 夫人
- 妹：酒井美津子 - 宮岸良憲 夫人
- 弟：酒井忠澄
- 義妹：酒井順子 - 近間孝雄 長女、忠澄 夫人